# 1996-os MTV Video Music Awards
Az 1996-os MTV Video Music Awards díjátadója 1996. szeptember 4-én került megrendezésre, és a legjobb, 1995. június 16-tól 1996. június 14-ig készült klipeket díjazta. Az est házigazdája Dennis Miller volt. A díjakat a New York-i Radio City Music Hall-ban adták át.
Az est legemlékezetesebb jelenetei közé tartozott a Van Halen eredeti négy tagjának egyesülése (ez a felállás már több mint egy évtizede nem szerepelt együtt) a Legjobb férfi videó díj átadásának idejére. Egy másik emlékezetes pillanata az estnek a Mir űrállomáson tartózkodó asztronauták élő kapcsolása. A díjátadón volt Tupac Shakur utolsó nyilvános megjelenése, szeptember 7-ei meglövése előtt.
Az estet a The Smashing Pumpkins uralta, kilenc jelölésből hetet váltottak díjra. A Tonight, Tonight videó nyolc kategóriában indult, ebből hetet megnyert, köztük az Év videója díjat, ezzel az est legtöbbet jelölt és legtöbb díjat kapott videója lett. Az 1979 klipje megnyerte az egyetlen díjat, amelyért versenyben volt, a Legjobb alternatív zenei videó díjat.
A második legtöbbet jelölt és legtöbbször díjazott előadója Alanis Morissette volt, akinek Ironic című klipje három díjat vihetett haza a hat jelölésből. Ugyanennyi jelölést kapott Björk It's Oh So Quiet videója, ez azonban csak egy díjat kapott meg, a Legjobb koreográfiáért. Öt jelöléssel szorosan következik Coolio, a Foo Fighters és a Bone Thugs-n-Harmony. Közülük azonban csak az első kettő kapott díjat.

## Jelöltek
A győztesek félkövérrel vannak jelölve.

### Az év videója
- Bone Thugs-n-Harmony — Tha Crossroads
- Foo Fighters — Big Me
- Alanis Morissette — Ironic
- The Smashing Pumpkins — Tonight, Tonight

### Legjobb férfi videó
- Bryan Adams — The Only Thing That Looks Good on Me Is You
- Beck — Where It's At
- Coolio — 1, 2, 3, 4 (Sumpin' New)
- R. Kelly (közreműködik Ernie Isley és Ronald Isley) — Down Low (Nobody Has to Know)
- Seal — Don't Cry

### Legjobb női videó
- Björk — It's Oh So Quiet
- Tracy Chapman — Give Me One Reason
- Jewel — Who Will Save Your Soul
- Alanis Morissette — Ironic

### Legjobb csapatvideó
- Bone Thugs-n-Harmony — Tha Crossroads
- Foo Fighters — Big Me
- The Fugees — Killing Me Softly
- Hootie & the Blowfish — Only Wanna Be with You

### Legjobb új előadó egy videóban
- Tracy Bonham — Mother Mother
- Garbage — Stupid Girl
- Jewel — Who Will Save Your Soul
- Alanis Morissette — Ironic

### Legjobb hard rock videó
- Alice in Chains — Again
- Marilyn Manson — Sweet Dreams
- Metallica — Until It Sleeps
- Rage Against the Machine — Bulls on Parade

### Legjobb R&B videó
- Toni Braxton — You’re Makin’ Me High
- Mariah Carey (közreműködik a Boyz II Men) — One Sweet Day
- D'Angelo — Brown Sugar
- The Fugees — Killing Me Softly

### Legjobb rap videó
- 2Pac (közreműködik Dr. Dre és Roger Troutman) — California Love
- Bone Thugs-n-Harmony — Tha Crossroads
- Coolio (közreműködik L.V.) — Gangsta's Paradise
- LL Cool J — Doin It

### Legjobb dance videó
- Coolio — 1, 2, 3, 4 (Sumpin' New)
- Everything but the Girl — Missing
- La Bouche — Be My Lover
- George Michael — Fastlove

### Legjobb alternatív zenei videó
- Bush — Glycerine
- Everclear — Santa Monica
- Foo Fighters — Big Me
- The Smashing Pumpkins — 1979

### Legjobb filmből összevágott videó
- Brandy — Sittin’ Up in My Room (az Az igazira várva filmből)
- Bush — Machinehead (a Rettegés filmből)
- Adam Clayton és Larry Mullen Jr. — Theme from Mission: Impossible (a Mission: Impossible filmből)
- Coolio (közreműködik L.V.) — Gangsta's Paradise (a Veszélyes kölykök filmből)

### Legnagyobb áttörés
- Björk — It's Oh So Quiet
- Busta Rhymes — Woo Hah!! Got You All in Check
- Foo Fighters — Big Me
- Garbage — Queer
- Radiohead — Just
- The Smashing Pumpkins — Tonight, Tonight

### Legjobb rendezés
- Björk — It's Oh So Quiet (Rendező: Spike Jonze)
- Foo Fighters — Big Me (Rendező: Jesse Peretz)
- Alanis Morissette — Ironic (Rendező: Stéphane Sednaoui)
- The Smashing Pumpkins — Tonight, Tonight (Rendező: Jonathan Dayton és Valerie Faris)

### Legjobb koreográfia
- Björk — It's Oh So Quiet (Koreográfus: Michael Rooney)
- Janet Jackson — Runaway (Koreográfus: Tina Landon)
- George Michael — Fastlove (Koreográfus: Vaughan és Anthea)
- Quad City DJ's — C'mon N' Ride It (The Train) (Koreográfus: Quad City DJ's)

### Legjobb speciális effektek
- The Beatles — Free as a Bird (Speciális effektek: Johnny Senered, Kristen Johnson és Ben Gibbs)
- Bone Thugs-n-Harmony — Tha Crossroads (Speciális effektek: Cameron Noble)
- Green Day — Walking Contradiction (Speciális effektek: Jefferson Wagner és Brian Boles)
- The Smashing Pumpkins — Tonight, Tonight (Speciális effektek: Chris Staves)

### Legjobb művészi rendezés
- Björk — It's Oh So Quiet (Művészi rendezés: Teri Whitaker)
- The Cranberries — Salvation (Művészi rendezés: William Abelo)
- R.E.M. — Tongue (Művészi rendezés: Clam Lynch)
- The Smashing Pumpkins — Tonight, Tonight (Művészi rendezés: K. K. Barrett és Wayne White)

### Legjobb vágás
- Beck — Where It's At (Vágó: Eric Zumbrunnen)
- Alanis Morissette — Ironic (Vágó: Scott Grey)
- Red Hot Chili Peppers — Warped (Vágó: Hal Honigsberg)
- The Smashing Pumpkins — Tonight, Tonight (Vágó: Eric Zumbrunnen)

### Legjobb operatőr
- Brandy (közreműködik Wanya Morris) — Brokenhearted (Operatőr: Martin Coppen)
- Eric Clapton — Change the World (Operatőr: Peter Nydrle és Marco Mazzi)
- Madonna — You'll See (Operatőr: Adrian Wilde)
- The Smashing Pumpkins — Tonight, Tonight (Operatőr: Declan Quinn)

### Közönségdíj
- Bone Thugs-n-Harmony — Tha Crossroads
- Bush — Glycerine
- Coolio (közreműködik L.V.) — Gangsta's Paradise
- Metallica — Until It Sleeps
- Alanis Morissette — Ironic
- The Smashing Pumpkins — Tonight, Tonight

### Nemzetközi közönségdíj

#### MTV Asia
- Dewa 19 — Cukup Siti Nurbaya
- IE — Chan Tang Jai
- Put3Ska — Manila Girl
- Seo Taiji & Boys — Come Back Home

#### MTV Brasil
- Fernanda Abreu — Veneno da Lata
- Baba Cósmica — Sábado de Sol
- Barão Vermelho — Vem Quente Que Eu Estou Fervendo
- Chico Science & Nação Zumbi — Manguetown
- Engenheiros do Hawaii — A Promessa
- Os Paralamas do Sucesso — Lourinha Bombril
- Pato Fu — Qualquer Bobagem
- Raimundos — Eu Quero Ver o Oco
- Renato Russo — Strani Amori
- Sepultura — Roots Bloody Roots
- Skank — Garota Nacional
- Titãs — Eu Não Aguento

#### MTV Europe
- Björk — It's Oh So Quiet
- Die Fantastischen Vier  — Sie Ist Weg
- Jovanotti — L'Ombelico del Mondo
- George Michael — Fastlove
- Pulp — Disco 2000

#### MTV India
- Asha Bhosle — Piya Tu Ab To Aaja
- Biddu — Boom Boom
- Colonial Cousins — Sa Ni Dha Pa
- Indus Creed — Sleep
- Shaan és Style Bhai — Roop Tera Mastana

#### MTV Japan
- Ken Ishii — Extra
- Toshinobu Kubota — Funk It Up
- Kuroyume — Pistol
- The Mad Capsule Markets — Walk!
- Seiko — Let's Talk About It

#### MTV Latin America
- Los Fabulosos Cadillacs — Mal Bicho
- Illya Kuryaki and the Valderramas — Abarajame
- Maldita Vecindad y los Hijos del 5to. Patio — Don Palabras
- Eros Ramazzotti — La Cosa Más Bella
- Soda Stereo — Ella Usó Mi Cabeza Como un Revólver

#### MTV Mandarin
- Dou Wei — Outside the Window
- Andy Lau — Truly Forever
- Eric Moo — Love Is So Heavy
- Nana Tang — Freedom
- Regina Tseng — From Dark to Light

## Fellépők

### Elő-show
- Beck — Where It's At
- No Doubt — Spiderwebs/Just a Girl

### Fő show
- The Smashing Pumpkins — Tonight, Tonight
- The Fugees (közreműködik Nas) — Medley (Killing Me Softly, Fu-Gee-La, Ready or Not és If I Ruled the World (Imagine That))
- Metallica — Until It Sleeps
- LL Cool J — Doin It
- Neil Young — The Needle and the Damage Done (élőben a clevelandi Rock and Roll Hall of Fame-ből)
- Hootie & the Blowfish — Sad Caper
- Alanis Morissette — Your House
- Bush — Machinehead
- The Cranberries — Salvation
- Oasis — Champagne Supernova
- Bone Thugs-N-Harmony — Tha Crossroads
- Kiss — Rock and Roll All Nite (élőben a Brooklyn híd alól)

## Résztvevők

### Fő show
- Mariah Carey — átadta a Legjobb csapatvideó díjat
- Kevin Bacon és Rosie O'Donnell — átadták a Legjobb új előadó díjat
- Claudia Schiffer és a Red Hot Chili Peppers (Anthony Kiedis és Flea) — átadták a Legjobb dance videó díjat
- Béla Károlyi — szerepelt néhány bejátszásban Lars Ulrich-chal és a Hootie & the Blowfish-sel
- Toni Braxton és Dennis Rodman — átadták a Legnagyobb áttörés díjat
- Norm Macdonald (mint Bob Dole) — egy reklámszünet előtti bejátszásban tűnt fel, amely a Közönségdíj szavazásának lefolyását mutatta be
- Beck és Chris Rock — átadták a Legjobb R&B videó díjat
- Michael Buffer — bemutatta LL Cool J-t
- Geena Davis — átadta a Legjobb rendezés díjat
- Valery Korzun és Aleksandr Kaleri űrhajósok — Dennis Miller meginterjúvolta őket
- Jenny McCarthy és Damon Wayans — átadták a Legjobb rap videó díjat
- 2Pac és Snoop Doggy Dogg — átadták a Legjobb hard rock videó díjat
- Seal — bemutatta Alanis Morissette-et
- Darrell Hammond (mint Bill Clinton) — egy reklámszünet előtti bejátszásban tűnt fel, amely a Közönségdíj szavazásának lefolyását mutatta be
- Beavis és Butt-head — bemutatták a Nemzetközi közönségdíj győzteseit
- VJs Rahul Khanna (MTV India), George Williams (MTV Japan), Eden Harel (MTV Europe), Sabrina Parlatore (MTV Brasil), Edith Serrano (MTV Latin America), Mike Kasem (MTV Asia) és Stacy Hsu (MTV Mandarin) — bejelentették a regiójuk közönségdíjának győzteseit
- Tim Robbins — átadta a Legjobb alternatív zenei videó díjat
- Janeane Garofalo — bemutatta a The Cranberries-t
- Gwyneth Paltrow — bemutatta a szakmai kategóriák győzteseit
- Aerosmith (Steven Tyler és Joe Perry) — átadták a Közönségdíjat
- Ewan McGregor és Ewen Bremner — bemutatták az Oasist
- Van Halen — átadták a Legjobb férfi videó díjat
- Susan Sarandon — átadta a Legjobb női videó díjat
- Jay Leno — egy bejátszásban tűnt fel, bejelentette az Év videója díjat és a Kiss fellépését
- Sharon Stone — átadta az Év videója díjat

### Utó-show
- John Norris és Alison Stewart — átadták a Legjobb filmből összevágott videó díjat